# Ромодановское сельское поселение (Мордовия)
Ромодановское се́льское поселе́ние — муниципальное образование в Ромодановском районе Мордовии Российской Федерации.
Административный центр и единственный населённый пункт — посёлок Ромоданово.

## История
Законом Республики Мордовия от 1 декабря 2004 года, было образовано Ромодановское городское поселение.
Законом от 2 апреля 2014 года, административно-территориальная единица рабочий поселок Ромоданово была преобразована в сельсовет Ромоданово, а муниципальное образование Ромодановское городское поселение — в Ромодановское сельское поселение.

## Население
| 2002  | 2009  | 2010  | 2012  | 2013  | 2014  | 2015  |
| ----- | ----- | ----- | ----- | ----- | ----- | ----- |
| 9871  | ↘9409 | ↗9410 | ↘9284 | ↘9208 | ↘9163 | ↘9116 |
| 2016  | 2017  | 2018  | 2019  | 2020  | 2021  |       |
| ↘9112 | ↘8984 | ↘8868 | ↘8802 | ↘8717 | ↗9139 |       |

## Состав сельского поселения
| № | Населённый пункт | Тип населённого пункта | Население |
| - | ---------------- | ---------------------- | --------- |
| 1 | Ромоданово       | посёлок                | ↗9139     |